# GoldenEye
GoldenEye er en britisk actionfilm fra 1995. Filmen er den 17. i EON Productions serie om den hemmelige agent James Bond, der blev skabt af Ian Fleming. Filmen er den første i serien, der ikke er baseret på en af af Flemings historier. Titlen kom til gengæld fra Flemings landsted Goldeneye på Jamaica, hvor han skrev romanerne om Bond. Huset var opkaldt efter planen Operation Goldeneye under den spanske borgerkrig, som Fleming var involveret i.
Filmen kom efter en pause på seks år siden Licence to Kill. Den lange pause skyldtes en større retssag mellem Danjaq med Albert R. Broccoli og MGM om rettighederne til de gamle James Bond-film. Da man endelig kunne komme i gang med optagelserne, blev det med en ny James Bond i form af Pierce Brosnan. Også rollerne som M og Miss Moneypenny var nybesatte. Som instruktør valgtes newzealænderen Martin Campbell. Filmen er dedikeret til Derek Meddings, som havde stået for modeller til en række James Bond-film med GoldenEye som den sidste før hans død.
Da optagelserne skulle begynde, var det sædvanlige Pinewood Studios optaget. I stedet blev den tidligere Rolls-Royce-fabrik ved Leavesden Aerodrome i Hertfordshire omdannet til et filmstudio med navnet Leavesden Film Studios. Nogle af scenerne med en kampvogn blev optaget på den gamle landingsbane der, mens andre blev optaget i Sankt Petersborg, hvor de foregår. Bungy-jumpen i indledningssekvensen optog man på Verzasca-dæmningen i Verzasca-dalen nær Locarno i Schweiz. Den blev udført af stuntmanden Wayne Michaels og var på over 220 meter, hvilket er rekord for film. Den afsluttende scene med parabolen blev optaget dels på Arecibo Observatory i Puerto Rico og dels i Storbritannien.

## Plot
Bond og 006 er på mission i Rusland. Missionen lykkes, men 006 bliver dræbt. Ni år senere bliver styregrejet til det russiske satellit-våben GoldenEye stjålet, og alle vidner på nær et myrdet. Bond, som sættes på sagen, opdager, at skurken er en af hans tidligere kollegaer, der er på hævntogt.

## Medvirkende
- Pierce Brosnan – James Bond.
- Sean Bean – Alec Trevelyan, 006.
- Izabella Scorupco – Natalya Fyodorovna Simonova.
- Famke Janssen – Xenia Sergeyevna Onatopp.
- Joe Don Baker – Jack Wade.
- Robbie Coltrane – Valentin Dmitrovich Zukovsky.
- Gotfried John – General Arkady Grigorovich Ourumov.
- Alan Cumming – Boris Grishenko.
- Judi Dench – M.
- Desmond Llewelyn – Q.
- Samantha Bond – Moneypenny.

## Bogen
Samme år som filmen havde premiere, udkom også bogen GoldenEye skrevet af John Gardner og baseret på filmmanuskriptet.